# Alberto Ascari
Alberto Ascari (ur. 13 lipca 1918 w Mediolanie, zm. 26 maja 1955 na Autodromo Nazionale di Monza) – włoski kierowca wyścigowy, dwukrotny mistrz Formuły 1.

## Życiorys

### Początki kariery
Urodził się w Mediolanie we Włoszech, a wyścigiami zainteresował się dzięki ojcu Antonio Ascari, kierowcy wyścigów Grand Prix w latach 20. XX wieku jako kierowca Alfa Romeo. Antonio zmarł podczas Grand Prix Francji w 1925 roku.
Jako młody chłopak brał udział w wyścigach motocyklowych; było to po tym jak wstąpił do prestiżowego Mille Miglia sportów samochodowych Ferrari gdzie w końcu przeszedł do wyścigów samochodów.
Jego karierę przerwała II wojna światowa, po której zaczął startować w Grand Prix z Maserati. Jego partnerem zespołowym był Luigi Villoresi, który został jego mentorem i przyjacielem. Alberto Ascari swoje pierwsze Grand Prix wygrał w San Remo (Włochy) w 1948 i ten sam wyścig, w tym samym składzie następnego roku. Po dołączeniu do Villoresiego w zespole Ferrari; wygrał trzy kolejne wyścigi w tym zespole.

### Formuła 1
Pierwszy oficjalny sezon Formuły 1 odbył się w 1950. Zespół Ferrari zadebiutował w Grand Prix Monako wraz z Ascarim, Villoresim i Raymondem Sommerem. Ascari ukończył wyścig jako drugi. W tym samym sezonie zajął 2. miejsce w pierwszym wyścigu Formuły 1 na torze Monza we Włoszech. Był 5. w mistrzostwach. Pierwsze zwycięstwo w Grand Prix Formuły odniósł w sezonie 1951 na Nürburgring w Niemczech, a drugie na Monzy.
Po sukcesach w Europie Enzo Ferrari zaopatrzył Alberta w samochód w wyścigu Indianapolis 500. Był jedynym europejskim kierowcą w Indy w jedenastoletnim historii tego wyścigu w Formule 1, jednak dla niego zakończył się on już po 40 okrążeniach. To był jedyny raz, kiedy nie wygrał wyścigu w tym sezonie. Ferrari z Ascarim dominowało w sezonie 1952, wygrywając sześć z siedmiu wyścigów w Europie i osiągając najszybsze okrążenie w tych sześciu wyścigach.
Na rozpoczęcie sezonu 1953 wygrał trzy pierwsze wyścigi, które dały mu dziewięć zwycięstw z rzędu. Jego passa zakończyła się 4. miejscem we Francji. Głównymi rywalami w tym wyścigu byli zawodnicy Ferrari i Maserati. Tego roku odniósł jeszcze dwa zwycięstwa, w rezultacie zdobywając drugi tytuł mistrzowski.
W sezonie 1954 wystartował w czterech wyścigach, nie zdołał jednak ukończyć żadnego z nich. Dwukrotnie zawiodły go samochody Maserati, a po jednym razie Ferrari i Lancia. Zdobył jednak 1,14 punktu za dwa najszybsze okrążenia (siedmiu kierowców otrzymało po 0,14 punktu za ustanowienie najlepszego czasu okrążenia w Grand Prix Wielkiej Brytanii). Tego samego roku Ascari wygrał wyścig Mille Miglia.

### Śmierć
W sezonie 1955, podobnie jak w ostatnim wyścigu poprzedniego roku, reprezentował barwy zespołu Scuderia Lancia. W dwóch wyścigach, w których startował, nie zdołał dojechać do mety. W drugim, który odbył się w Monako, rozbił swój samochód o przystań i wpadł do wody. Tydzień później, 26 maja, testował nowy samochód Ferrari na torze Monza. Zginął w wypadku na jednym z ciasnych zakrętów, choć jego śmierć nadal nie została wyjaśniona. Zakręt, na którym zginął, został przekształcony po jego śmierci w szykanę i nosi jego nazwisko – Variante Ascari.
Alberto Ascari leży na cmentarzu obok swego ojca na Cimitero Monumentale w Mediolanie.
W 1992 został wyniesiony do Międzynarodowej Hali Sław Motocyklowych.

## Wyniki

### Podsumowanie
| Sezon | Zespół | Konstruktor | Zgł. | PKT             | P.   | P1 | P2 | P3 | Punkt. | PP | NO | NS | DK | NZ |
| --- | --- | ----------- | ---- | --------------- | ---- | -- | -- | -- | ------ | -- | -- | -- | -- | -- |
| 1955 | Scuderia Lancia | Lancia      | 2    | -               | NS   | -  | -  | -  | -      | -  | -  | 2  | -  | -  |
| 1954 | Podsumowanie sezonu |             | 4    | 1,14 (1,14)     | 25   | -  | -  | -  | -      | 1  | 2  | 5  | -  | -  |
| | Officine Alfieri Maserati | Maserati    | 2    | 0,14 (0,14)     |      | -  | -  | -  | -      | -  | 1  | 2  | -  | -  |
| | Scuderia Ferrari | Ferrari     | 1    | -               |      | -  | -  | -  | -      | -  | -  | 1  | -  | -  |
| | Scuderia Lancia | Lancia      | 1    | 1 (1)           |      | -  | -  | -  | -      | 1  | 1  | 1  | -  | -  |
| 1953 | Scuderia Ferrari | Ferrari     | 8    | 34,5 (47,5)     | MŚ   | 5  | -  | -  | 6      | 6  | 4  | 2  | -  | -  |
| 1952 | Enzo Ferrari Scuderia Ferrari | Ferrari     | 7    | 36 (53,5)       | MŚ   | 6  | -  | -  | 6      | 5  | 6  | 1  | -  | -  |
| 1951 | Scuderia Ferrari | Ferrari     | 7    | 25 (28)         | 2    | 2  | 2  | -  | 6      | 2  | -  | 2  | -  | -  |
| 1950 | Scuderia Ferrari | Ferrari     | 4    | 11 (11)         | 5    | -  | 2  | -  | 3      | -  | -  | 2  | -  | -  |
| Razem | 3 | 3           | 33   | 107,64 (142,14) | 2xMŚ | 13 | 4  | -  | 21     | 14 | 12 | 14 | -  | -  |
| Sezon | Zespół | Konstruktor | Zgł. | PKT             | P.   | P1 | P2 | P3 | Punkt. | PP | NO | NS | DK | NZ |
| \| Legenda \| Legenda \| \| ------------------------------------------ \| ------------------------------------------------------------------------------------------------------------------------------------------------------------------------------------------------------------------------------------------------------------------------------------------------------------------------------------------------------------------------------------------------------------------------------ \| \| Zgł. PKT P. P1 P2 P3 Punkt. PP NO NS DK NZ \| Liczba zgłoszeń do wyścigów Liczba zdobytych punktów Pozycja zajęta w klasyfikacji generalnej Liczba zwycięstw Liczba drugich miejsc Liczba trzecich miejsc Wyścigi, w których kierowca punktował Liczba zdobytych pole position Liczba zdobytych najszybszych okrążeń Wyścigi, w których kierowca był niesklasyfikowany Wyścigi, w których kierowca był zdyskwalifikowany Wyścigi, do których kierowca się nie zakwalifikował \| | |             |      |                 |      |    |    |    |        |    |    |    |    |    |
| Legenda | |             |      |                 |      |    |    |    |        |    |    |    |    |    |
| Zgł. PKT P. P1 P2 P3 Punkt. PP NO NS DK NZ | Liczba zgłoszeń do wyścigów Liczba zdobytych punktów Pozycja zajęta w klasyfikacji generalnej Liczba zwycięstw Liczba drugich miejsc Liczba trzecich miejsc Wyścigi, w których kierowca punktował Liczba zdobytych pole position Liczba zdobytych najszybszych okrążeń Wyścigi, w których kierowca był niesklasyfikowany Wyścigi, w których kierowca był zdyskwalifikowany Wyścigi, do których kierowca się nie zakwalifikował |             |      |                 |      |    |    |    |        |    |    |    |    |    |

### Formuła 1
| Legenda oznaczeń w tabelach wyników Wyświetl szablon na nowej stronie | Legenda oznaczeń w tabelach wyników Wyświetl szablon na nowej stronie                                                                     |
| Oznaczenie                                                            | Wyjaśnienie |
| --------------------------------------------------------------------- | --- |
| Złoty                                                                 | Zwycięzca lub mistrzostwo |
| Srebrny                                                               | 2. miejsce lub wicemistrzostwo |
| Brązowy                                                               | 3. miejsce lub II wicemistrzostwo |
| Zielony                                                               | Ukończył, punktował (w klasyfikacji generalnej, gdy zdobył co najmniej jeden punkt na przestrzeni sezonu, poza trzema powyższymi opcjami) |
| Niebieski                                                             | Ukończył, nie punktował (w klasyfikacji generalnej, gdy nie zdobył co najmniej jednego punktu na przestrzeni sezonu)                      |
| Czerwony                                                              | Nie zakwalifikował się (NZ) |
| Czerwony                                                              | Nie prekwalifikował się (NPK) |
| Różowy                                                                | Nie ukończył (NU) |
| Różowy                                                                | Niesklasyfikowany (NS) (w klasyfikacji generalnej, gdy nie został sklasyfikowany w żadnym wyścigu sezonu)                                 |
| Czarny                                                                | Zdyskwalifikowany (DK) |
| Czarny                                                                | Wykluczony (WYK/EX) |
| Biały                                                                 | Nie wystartował (NW) |
| Biały                                                                 | Kontuzjowany (K/INJ) |
| Biały                                                                 | Wyścig odwołany (OD/C) |
| Bez koloru                                                            | Został wycofany (WYC/WD) |
| Bez koloru                                                            | Nie przybył (NP/DNA) |
| Bez koloru                                                            | Nie brał udziału w treningach (NT/DNP) |
| Bez koloru                                                            | Nie został zgłoszony (–) |
| Pogrubienie                                                           | Start z pole position |
| Kursywa                                                               | Najszybsze okrążenie wyścigu |
| †                                                                     | Nie ukończył, ale jego rezultat został zaliczony ze względu na przejechanie więcej niż 90% dystansu wyścigu.                              |
| *                                                                     | Sezon w trakcie |
| 1/2/3                                                                 | Punktowana pozycja w sprincie |
| Lista systemów punktacji Formuły 1                                    | |

| Rok  | Zespół                    | Samochód                            | Wyniki w poszczególnych eliminacjach | Wyniki w poszczególnych eliminacjach | Wyniki w poszczególnych eliminacjach | Wyniki w poszczególnych eliminacjach | Wyniki w poszczególnych eliminacjach | Wyniki w poszczególnych eliminacjach | Wyniki w poszczególnych eliminacjach | Wyniki w poszczególnych eliminacjach | Wyniki w poszczególnych eliminacjach | Pkt.        | Msc. |
| ---- | ------------------------- | ----------------------------------- | ------------------------------------ | ------------------------------------ | ------------------------------------ | ------------------------------------ | ------------------------------------ | ------------------------------------ | ------------------------------------ | ------------------------------------ | ------------------------------------ | ----------- | ---- |
| 1950 | Scuderia Ferrari          | Ferrari 125 Ferrari 275 Ferrari 375 | GBR                                  | MCO                                  | USA                                  | SUI                                  | BEL                                  | FRA                                  | ITA                                  |                                      |                                      | 11          | 5    |
| 1950 | Scuderia Ferrari          | Ferrari 125 Ferrari 275 Ferrari 375 | –                                    | 2                                    | –                                    | NU                                   | 5                                    | –                                    | 2                                    |                                      |                                      | 11          | 5    |
| 1951 | Scuderia Ferrari          | Ferrari 375                         | SUI                                  | USA                                  | BEL                                  | FRA                                  | GBR                                  | DEU                                  | ITA                                  | ESP                                  |                                      | 25 (28)     | 2    |
| 1951 | Scuderia Ferrari          | Ferrari 375                         | 6                                    | –                                    | 2                                    | 2                                    | NU                                   | 1                                    | 1                                    | 4                                    |                                      | 25 (28)     | 2    |
| 1952 | Scuderia Ferrari          | Ferrari 375S Ferrari 500            | SUI                                  | USA                                  | BEL                                  | FRA                                  | GBR                                  | DEU                                  | NED                                  | ITA                                  |                                      | 36 (53,5)   | 1    |
| 1952 | Scuderia Ferrari          | Ferrari 375S Ferrari 500            | –                                    | NU                                   | 1                                    | 1                                    | 1                                    | 1                                    | 1                                    | 1                                    |                                      | 36 (53,5)   | 1    |
| 1953 | Scuderia Ferrari          | Ferrari 500                         | ARG                                  | USA                                  | NED                                  | BEL                                  | FRA                                  | GBR                                  | DEU                                  | SUI                                  | ITA                                  | 34,5 (46,5) | 1    |
| 1953 | Scuderia Ferrari          | Ferrari 500                         | 1                                    | –                                    | 1                                    | 1                                    | 4                                    | 1                                    | 8                                    | 1                                    | NU                                   | 34,5 (46,5) | 1    |
| 1954 | Officine Alfieri Maserati | Maserati 250F                       | ARG                                  | USA                                  | BEL                                  | FRA                                  | GBR                                  | DEU                                  | SUI                                  | ITA                                  | ESP                                  | 1⅐          | 25   |
| 1954 | Officine Alfieri Maserati | Maserati 250F                       | –                                    | –                                    | –                                    | NU                                   | NU                                   | –                                    | –                                    | –                                    | –                                    | 1⅐          | 25   |
| 1954 | Scuderia Ferrari          | Ferrrari 625                        | –                                    | –                                    | –                                    | –                                    | –                                    | –                                    | –                                    | NU                                   | –                                    | 1⅐          | 25   |
| 1954 | Scuderia Lancia           | Lancia D50                          | –                                    | –                                    | –                                    | –                                    | –                                    | –                                    | –                                    | –                                    | NU                                   | 1⅐          | 25   |
| 1955 | Scuderia Lancia           | Lancia D50                          | ARG                                  | MCO                                  | USA                                  | BEL                                  | NED                                  | GBR                                  | ITA                                  |                                      |                                      | 0           | NS   |
| 1955 | Scuderia Lancia           | Lancia D50                          | NU                                   | NU                                   | –                                    | –                                    | –                                    | –                                    | –                                    |                                      |                                      | 0           | NS   |

Uwagi
1. ↑  Do 1990 roku nie wszystkie wyścigi były liczone do klasyfikacji generalnej (zobacz Lista systemów punktacji Formuły 1). Numer w nawiasach to łączna liczba wszystkich zdobytych punktów.
2. 1 2  Bolid współdzielony. Przyznana została tylko połowa punktów.